# Jean de Godet
 (septembre 2022).
Jean de Godet est un explorateur français, officier de Samuel de Champlain à partir de 1609, il a la responsabilité de l'habitation de Québec à l'hiver 1610. Il est mort le 16 novembre 1652 à Saint-Germain-de-Claire-feuille.

## Généalogie
Jean de Godet, sieur du Parc, est le deuxième fils de Cléophas de Godet, sieur des Marets, et le frère de Claude de Godet. Les armes des Godet, famille d'extraction nobiliaire, sont : « de gueules aux trois gobelets d'argent 2 et 1 ». « Du Parc s'établit â Saint-Germain-de Clairefeuille, en épousant une riche héritière, Marie Guérenit, fille de Laurent Guérenit, sieur de Recouvrais».

## Biographie
Jean de Godet, sieur du Parc, passe au Canada en même temps que son frère ainé, en 1609. Il y reste pendant l'hiver suivant, alors que le capitaine Pierre Chauvin, sieur de la Pierre, tient les rênes du commandement, en l'absence de Champlain.
Pour assumer le commandement durant son absence, Champlain choisit un chef parmi ses officiers les plus recommandables. C'est ainsi qu'en 1609, il investit Chauvin de son autorité, et que l'année suivante, il désigne du Parc à la tête de l'habitation.
« Pont-gravé et moy nous nous embarquasmes chacun dans une barque, et laissasmes le dit Capitaine Pierre au vaisseau (en rade à Tadoussac) et emmenasmes le Parc à Québecq, où nous parachevasmes de mettre ordre à ce qui restait de l'habitation. Après que toutes choses furent en bon estat, nous résolûmes que le dit du Parc qui avoit yverné avec le Capitaine Pierre y demeuroit derechef, et, que le Capitaine Pierre reviendrait aussi en France, pour quelques affaires qu'il y avoit, et l'y appeloient. Nous laissâmes donc le dit du Parc, pour y commander avec seize hommes, auxquels nous fismes une remonstrance, de vivre tous sagement dans la crainte de Dieu, et avec toute l'obéissance qu'ils devoient porter audit du Parc qu'on leur laissoit pour chef et conducteur, comme si l'un de nous y demeuroit. »
— Champlain
À son retour de France, en 1611, Champlain retrouve Du Parc et les hivernants en bonne santé.
« La chasse et le gibier ne leur manqua aucunement en tout leur gouvernement, à ce qu'ils disent. »
— Champlain
En 1616, il[Qui ?] commandait de nouveau au fort de Québec « pour le service du Roy et le bien des marchands de l'association ».